# Liste der Stolpersteine in Kellinghusen

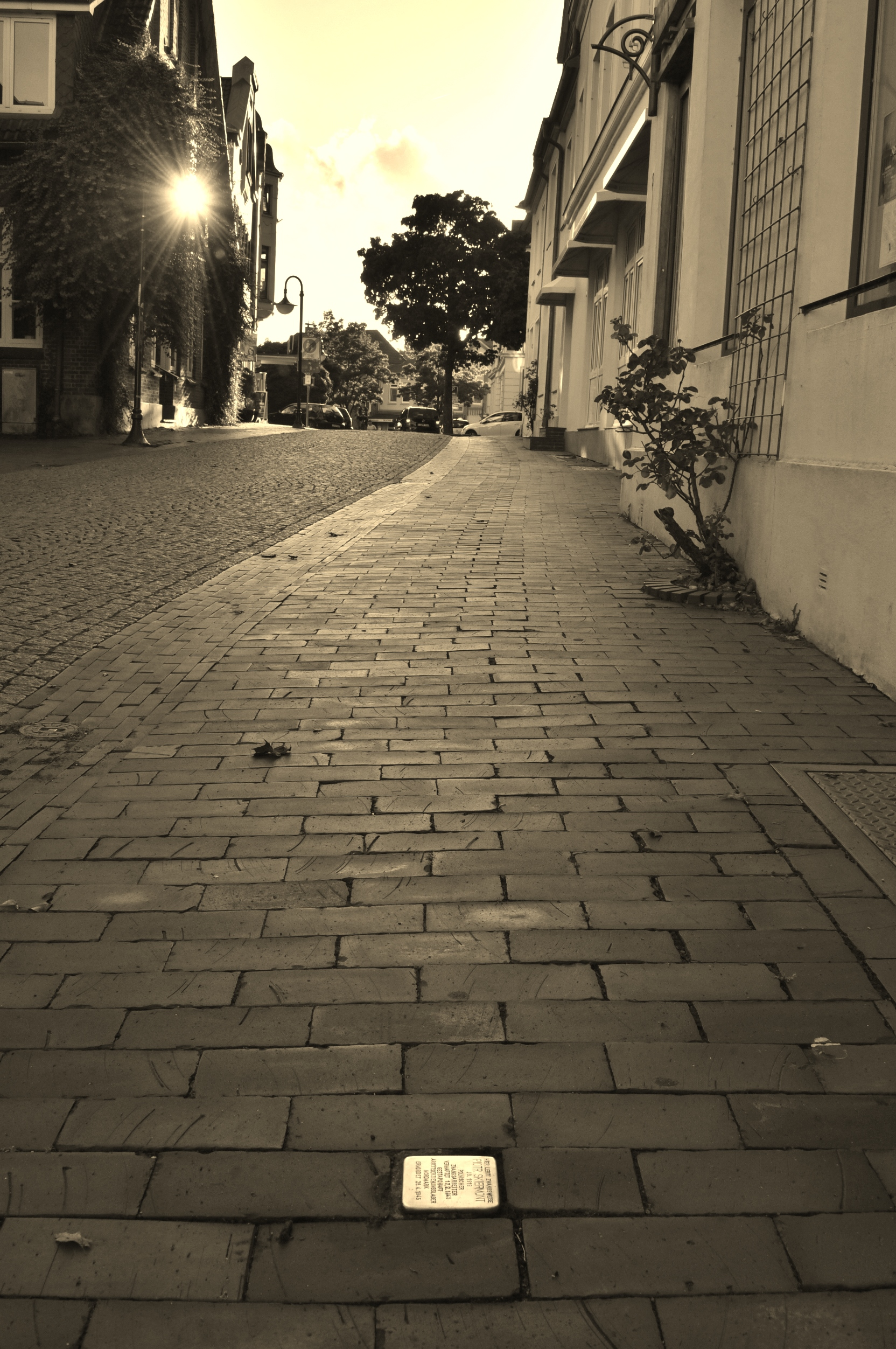
Stolperstein in der Hauptstraße

Die Liste der Stolpersteine in Kellinghusen führt die vom Künstler Gunter Demnig verlegten Stolpersteine in Kellinghusen auf. Stolpersteine erinnern an das Schicksal der Menschen, die von den Nationalsozialisten ermordet, deportiert, vertrieben oder in den Suizid getrieben wurden. Sie liegen im Regelfall vor dem letzten selbstgewählten Wohnsitz des Opfers.

## Opfergruppen
Juden gab es keine in Kellinghusen. Ermordungen von behinderten und von homosexuell orientierten Menschen sind nicht bekannt. Es kam auch in Kellinghusen zu massiver Verfolgung politisch Andersdenkender und zu Opfern unter den Zwangsarbeitern. Es wurden hinsichtlich der Nationalitäten deutliche Unterschiede in Umgang und Verpflegung gemacht. Zwangsarbeiter aus dem Osten wurden schlechter behandelt als italienische oder französische Kriegsgefangene, denn in der NS-Rassenideologie galten erstere als Untermenschen. Auch in Kellinghusen waren Essen und Bekleidung armselig, Kontakte mit Deutschen waren strengstens untersagt und Freizeit gab es nur sehr eingeschränkt. Die Zwangsarbeiter wurden in schrecklichen hygienischen Zuständen in Lagern gehalten, beispielsweise in den früheren Gaststätten Lindenhof, Patentkrug und Stumpfe Ecke. In der Holzbearbeitungsfabrik Singelmann wurden unter anderem Stiele für Handgranaten produziert. Die Firma stellte die Ladefläche eines Lastwagen als Schlafplatz für Zwangsarbeiter bereit. 47 Russen mussten in einem Schweinestall in der Overndorfer Straße, Russenlager genannt, hausen. Dem Arbeitskommando auf Gut Luisenberg wurden Frauen und Männer unterschiedlicher Nationalitäten zugeteilt. Wer auch nur ansatzweise Arbeit verweigerte oder Widerstand leistete, wurde in das Arbeitserziehungslager Nordmark überstellt. Dort wurden zahlreiche Kriegsgefangene ermordet, darunter auch drei Zwangsarbeiter aus Kellinghusen, Stanislaw Burny, Piotr Skiermont und Stanislaw Zbrog.

## Verlegte Stolpersteine
| Stolperstein | Inschrift | Verlegeort                                        | Name, Leben |
| --- | --- | ------------------------------------------------- | --- |
| Bild gesucht Der Benutzer GeorgDerReisende ( Diskussion ) wünscht sich an dieser Stelle ein Bild vom Ort mit diesen Koordinaten 53.943079 9.730323 . Motiv: Mühlenbeker Straße 14: der Stolperstein für Ferdinand Berndt, die Lage und das Haus Falls du dabei helfen möchtest, erklärt die Anleitung , wie das geht. BW                  | FERDINAND BERNDT | Mühlenbeker Straße 14 ·                           | Ferdinand Berndt |
| | HIER LEBTE ZWANGSWEISE STANISLAW BURNY JG. 1926 POLNISCHER ZWANGSARBEITER VERHAFTET 15.2.1945 GESTAPOHAFT ARBEITSERZIEHUNGSLAGER NORDMARK ERMORDET 26.4.1945 | Hauptstraße 5 ·                                   | Stanislaw Burny wurde am 5. März 1926 in Ruda Tarnowska geboren, in einem Dorf rund 57 Kilometer südöstlich von Warschau. Er wurde im Alter von 17 Jahren zur Zwangsarbeit nach Deutschland verschleppt und im Patentkrug, Hauptstraße 5 in Kellinghusen, untergebracht. Er gehörte hier dem Arbeitskommando Luisenhof an. Am 15. Februar 1945 wurde Burny von der Gestapo Kiel verhaftet und in das Arbeitserziehungslager Nordmark verbracht. Ihm wurde die Beteiligung an der Widerstandsbewegung zur Last gelegt. Stanislaw Burny wurde am 26. April 1945 von Vertretern des NS-Regimes ermordet, mutmaßlich in einer der Massenerschießungen von Zwangsarbeitern und Häftlingen, die des Widerstands gegen das untergehende Regime verdächtigt wurden. Im Friedhof Eichhof wurden zwischen 16. und 26. April 1945 insgesamt 119 Insassen des Arbeitserziehungslager bestattet, darunter sechzig Opfer von Exekutionen. Die Opfer standen im Verdacht, der vom Kieler Kommunisten Scoor gegründeten Widerstandsgruppe angehört zu haben. Stanislaw Burny ist in der Totenliste des Lagers verzeichnet, die 418 Namen umfasste und welche 1947 dem britischen Militärgericht als Beweismittel übergeben wurde. Sein Grab befindet sich im Feld 60 mit der Grabnummer 639. |
| Bild gesucht Der Benutzer GeorgDerReisende ( Diskussion ) wünscht sich an dieser Stelle ein Bild vom Ort mit diesen Koordinaten 53.95181 9.72205 . Motiv: bei der Einfahrt zum Haus Lornsenstraße 4b: der Stolperstein für Johannes Claus Cordes und dessen Lage Falls du dabei helfen möchtest, erklärt die Anleitung , wie das geht. BW | JOHANNES CLAUS CORDES | Lornsenstraße 4b ·                                | Johannes Claus Cordes |
| | HIER WOHNTE OTTO FABIAN JG. 1909 VON SA ERSCHOSSEN 5.3.1933                                                                                                  | Feldstraße 42 ·                                   | Otto Fabian wurde am 8. Oktober 1909 in ostpreußischen Lötzen am Löwentinsee geboren. Er hatte einen älteren Bruder. Beide Kinder wurden vorehelich geboren und zuerst von der Großmutter aufgezogen, weil die Mutter arbeiten musste. Seine Mutter heiratete Ernst Rose, der sich, nachdem die Familie nach Kiel gezogen war, als Gelegenheitsarbeiter verdingte. Auch Otto Fabian konnte keine Lehre absolvieren und musste Hilfsarbeiten verrichten. Fabian und Rose schlossen sich der KPD an. Otto Fabian gehörte dem Kellinghusener Arbeiter Turn- und Sportverein an und wurde bei kommunistischen Veranstaltungen als Saalschutz eingesetzt. Er war bei den Kellinghuser SA-Männern wegen seiner Robustheit und seiner Unerschrockenheit gefürchtet. Am Abend des 5. März 1933, dem Tag der Reichstagswahl, war er mit seiner Braut Käthe Meinert unterwegs in der Stadt. Auf dem Heimweg wurde er von einer Überzahl SA-Männern überfallen und verprügelt. Er konnte sich befreien und versuchte zu flüchten. Der SA-Mann Wilhelm Lempfert rannte hinter ihm her, zog eine Pistole und erschoss ihn von hinten. Otto Fabian starb um 23 Uhr. Die Obduktion ergab einen Bauchschuss, der Tod erfolgte durch schwere Verletzungen des Querdarms mit inneren Blutungen. Es wurden Ermittlungen gegen die Täter eingeleitet, doch einige Wochen später auf Grund einer Amnestie eingestellt. Erst 1948 wurde auf Anzeige der KPD wieder ein Verfahren eingeleitet. Der Täter wurde am 6. April 1949 vom Landgericht Itzehoe wegen Körperverletzung mit Todesfolge in Tateinheit mit einem Verbrechen gegen die Menschlichkeit zu zwei Jahren Gefängnis verurteilt 1950 kam es zu einem Revisionsantrag der Staatsanwaltschaft, die Strafe wurde auf vier Jahre erhöht. Auf Grund eines Gnadengesuches, unterzeichnet unter anderem vom Bürgermeister und den Eltern Otto Fabians, musste der Täter nur zwei Jahre abbüßen, drei weitere Jahre erhielt er auf Bewährung. |
| | HIER WOHNTE OTTO LINKE JG. 1887 VERHAFTET 23.8.1944 KZ NEUENGAMME TOT 16.1.1945                                                                              | Schützenstraße 35 ·                               | Otto Linke wurde am 17. September 1887 in Zaborowo im Kreis Lissa geboren. Seine Geburtsstadt ist am Südrand der preußischen Provinz Posen gelegen. Er zog am 20. Oktober 1911 von Bremen nach Kellinghusen und arbeitete als Schriftsetzer beim Stör-Boten, der Tageszeitung für Kellinghusen und Umgegend. Er wohnte zuerst in der Schulstraße, ab 1923 in der Schützenstraße. Er galt als offener und mutiger Mann, wurde Mitglied der SPD und war ab 1929 Stadtverordneter von Kellinghusen. Diese Funktion verlor er nach der Machtergreifung der Nationalsozialisten. Er wurde im Zuge der Aktion Gitter am 23. August 1944 verhaftet und in das KZ Neuengamme verschleppt. Im KZ erkrankte er schwer. Im Dezember 1944 wurde er aus der Haft entlassen. Otto Linke starb am 16. Januar 1945 in Kellinghusen an den Haftfolgen. |
| | HIER WOHNTE OTTO RALFS JG. 1894 VERHAFTET 23.8.1944 ‚AKTION GEWITTER‘ NEUENGAMME TODESMARSCH CAP ARCONA TOT 3.5.1945 NEUSTÄDTER BUCHT                        | Mathildestraße 4 ·                                | Otto Ralfs, Jahrgang 1894, Er war verheiratet, seine Frau hieß Minna. Das Paar hatte zwei Söhne, Heinrich und Walter. Er gehörte der SPD an, wurde Stadtverordneter und war von 1929 bis 1933 Stadtverordnetenvorsteher. Er wurde am 23. August 1944 im Rahmen der Aktion Gitter verhaftet, ins Kieler Polizeigefängnis überstellt und in das KZ Neuengamme deportiert. Er bekam die Häftlingsnummer 43372. Unterdessen standen beide Söhne an der Ostfront. Dem älteren Bruder wurde es gestattet, den Vater im KZ zu besuchen. Er berichtete, dass es ihm gar nicht gut ging, er schrecklich abgemagert war und unter den Folgen der Zwangsarbeit litt. Im März 1945 wurde Neuengamme Schritt für Schritt evakuiert, die Häftlinge mussten in Fußmärschen Richtung Ostsee ziehen und wurden auf die Häftlingsschiffe Cap Arcona und Thielbek verladen. Otto Ralfs starb am 3. Mai 1945, dem Tag, an dem britische Jagdgeschwader die beiden Schiffe bombardierten. Insgesamt starben an diesem Tag starben von den 7.500 Menschen, die losmarschiert waren, 7.398. Ein niederländischer Häftling besuchte 1945 seine Familie und berichtete, dass er gemeinsam mit Otto Ralfs von Bord der Cap Ancona gesprungen sei. Während er sich an Land retten konnte, gelang dies Otto Ralfs nicht. Man nimmt an, dass er, der herzkrank war, in der Ostsee ertrunken ist. |
| | HIER LEBTE ZWANGSWEISE PIOTR SKIERMONT JG. 1919 POLNISCHER ZWANGSARBEITER VERHAFTET 17.2.1945 GESTAPOHAFT ARBEITSERZIEHUNGSLAGER NORDMARK ERMORDET 26.4.1945 | Hauptstraße 5 ·                                   | Piotr Skiermont wurde am 29. Oktober 1919 in Łódź geboren. Er wurde zur Zwangsarbeit nach Deutschland verschleppt und der Firma Singelmann und Co. KG als Traktorfahrer und Arbeiter zugeteilt. Diese Holzverarbeitungsfabrik erzeugte unter anderem Stiele für Handgranaten und galt daher als kriegswirtschaftlich wichtig. Skiermont wurde ein Quartier im Patentkrug an der Hauptstraße 5 zugeteilt. Im Frühsommer 1944 geriet er ins Visier der Geheimen Staatspolizei Kiel, er hatte sich vermutlich nicht an alle der strikten Regeln für Ostarbeiter gehalten. Doch blieb er vorerst von Repressalien verschont, so die Gestapo an den Bürgermeister, weil seine Arbeitskraft dringend für Wehrmachtsaufträge benötigt wurde und ein anderer geeigneter Treckerfahrer „z.Zt. nicht zur Verfügung“ stand. Als der Krieg schon verloren war, am 17. Februar 1945, wurde er wegen des Verdachts des Widerstands festgenommen und in das Arbeitserziehungslager Nordmark deportiert. Piotr Skiermont wurde dort am 26. April 1945 ermordet. Bestattet wurde er auf dem Parkfriedhof Eichhof, Feld 49, Grab 439. |
| | HIER LEBTE ZWANGSWEISE STANISLAW ZBROG JG. 1914 POLNISCHER ZWANGSARBEITER VERHAFTET 15.2.1945 GESTAPOHAFT ARBEITSERZIEHUNGSLAGER NORDMARK ERMORDET 21.4.1945 | Lindenstraße 97 Vor dem ehemaligen Gut Luisenberg | Stanislaw Zbrog wurde am 22. Mai 1914 in Przyłogi geboren, in einem Dorf rund hundert Kilometer südwestlich von Warschau. Er war verheiratet mit Eugenia. Am 11. April 1940 wurde das Ehepaar zur Zwangsarbeit nach Deutschland verschleppt. Beide wurden zur Arbeit auf dem Gut Luisenberg in Kellinghusen eingeteilt. Am 15. Februar 1945 wurde Stanislaw Zbrog von der Gestapo Kiel verhaftet und in das Arbeitserziehungslager Nordmark verbracht. Ihm wurde die Organisation einer Widerstandsbewegung zur Last gelegt. Stanislaw Zbrog wurde im April 1945 von Vertretern des NS-Regimes ermordet, entweder am 21. (wie in der Kieler Sterbeurkunde vermerkt) oder am 26. (wie eine andere Quelle vermerkt). Damals erfolgten Massenerschießungen von Zwangsarbeitern und Häftlingen, die des Widerstands gegen das untergehende Regime verdächtigt wurden. Im Friedhof Eichhof wurden zwischen 16. und 26. April 1945 insgesamt 119 Insassen des Arbeitserziehungslager bestattet, darunter sechzig Opfer von Exekutionen. Stanislaw Zbrog ist nicht in der Totenliste des Lagers verzeichnet. |

## Verlegungen
Ursprünglich sollten alle Steine von Gunter Demnig verlegt werden, auf Grund des starken Frostes konnte die Verlegung der drei Steine für die Zwangsarbeiter nicht erfolgen, diese Steine wurden im März 2018 übergeben und später durch Schüler der Gemeinschaftsschule im Rahmen der Projekttage „Schule ohne Rassismus – Schule mit Courage“  verlegt.
Die Stolpersteine in Kellinghusen wurden an folgenden Tagen verlegt:
- am 14. August 2007 in der Feldstraße 42, der Mathildenstraße 4 und der Schützenstraße 35 von Gunter Demnig persönlich
- im Juli 2018 vor dem Cafe Mohr und Lindenstraße 97
- am 20. März 2022 in der Lornsenstraße 4b und der Mühlenbeker Straße 14